# La Nuit où Laurier Gaudreault s'est réveillé
La Nuit où Laurier Gaudreault s'est réveillé is een vijfdelige Canadese miniserie, geregisseerd door Xavier Dolan. De serie ging in première op 24 november 2022 via VOD op Club illico. Het is een televisiebewerking van het gelijknamige toneelstuk van toneelschrijver Michel Marc Bouchard.

## Verhaal
Het verhaal draait om Mireille "Mimi" Larouche, haar broer Julien "Jules" en hun beste vriend Laurier. De drie personages zijn sterk verenigd en raken van elkaar gescheiden door een traumatische gebeurtenis die plaatsvindt in Lauriers slaapkamer op een avond in oktober 1991. Drie decennia later keerde Mireille, die in ballingschap was gegaan in Montreal en daar een grote reputatie als thanatoloog had opgebouwd, terug naar haar geboorteplaats na de dood van haar eigen moeder, die de uitdrukkelijke wens had uitgesproken om door haar dochter gebalsemd te worden. Deze gebeurtenissen herinneren aan het bewogen verleden van de Larouches, dat de toeschouwers geleidelijk opnieuw samenstellen door de evolutie van de hoofdrolspelers.

## Rolverdeling
| Acteur                  | Personage                 |
| ----------------------- | ------------------------- |
| Julie LeBreton          | Mireille "Mimi" Larouche  |
| Patrick Hivon           | Julien "Jules" Larouche   |
| Anne Dorval             | Madeleine "Mado" Larouche |
| Éric Bruneau            | Denis Larouche            |
| Xavier Dolan            | Elliot Larouche           |
| Magalie Lépine Blondeau | Chantal Gladu             |
| Julianne Côté           | Stéfanie                  |
| Pier-Gabriel Lajoie     | Laurier Gaudreault        |
| Guylaine Tremblay       | Monique Gaudreault        |
| Jacques Lavallée        | Pierre Larouche           |
| Rosalie Loiselle        | Marie-Soleil              |
| Jasmine Lemée           | Mireille (14 jaar)        |
| Elijah Patrice-Baudelot | Julien (16 jaar)          |

## Afleveringen
| Afl. | Titel                                          | Regie        | Scenario     | Releasedatum Club illico |
| 1    | "La nuit où Madeleine est morte"               | Xavier Dolan | Xavier Dolan | 24 november 2022         |
| 2    | "La nuit où Mireille était reparue"            | Xavier Dolan | Xavier Dolan | 24 november 2022         |
| 3    | "La nuit où Chantal avait compris"             | Xavier Dolan | Xavier Dolan | 24 november 2022         |
| 4    | "La nuit où Julien avait pris peur"            | Xavier Dolan | Xavier Dolan | 24 november 2022         |
| 5    | "La nuit où Laurier Gaudreault s'est réveillé" | Xavier Dolan | Xavier Dolan | 24 november 2022         |